# 1507
| 1507               |
| ------------------ |
| Dødsfald - Fødsler |
| • Begivenheder     |

| Gregoriansk kalender | 1507 MDVII              |
| Ab urbe condita      | 2260                    |
| Armensk kalender     | 956 ԹՎ ՋԾԶ              |
| Kinesiske kalender   | 4203 – 4204 丙寅 – 丁卯 |
| Etiopisk kalender    | 1499 – 1500             |
| Jødisk kalender      | 5267 – 5268             |
| Hindukalendere       |                         |
| - Vikram Samvat      | 1562 – 1563             |
| - Shaka Samvat       | 1429 – 1430             |
| - Kali Yuga          | 4608 – 4609             |
| Iransk kalender      | 885 – 886               |
| Islamisk kalender    | 913 – 914               |

Konge i Danmark: Hans 1481-1513
Se også 1507 (tal)

## Begivenheder
- Kong Hans indgår en fornyet aftale med Lübeck om handelsblokade af Sverige ved Freden i Nykøbing.
- Den tysk-romerske kejser Maximilian bekræfter den danske konges højhedsret over Sverige og dødsdommen (1506) over den svenske rigsforstander Svante Nilsson.
- Ferdinand den Katolske tillader import af negerslaver til den spanske koloni Haiti.
- Den første himmelseng tages i brug i Frankrig.
- Portugal erobrer Mozambique fra araberne.
- Tyskeren Waldseemüller foreslår i en kosmografisk indledning til Amerigo Vespuccis sydamerikanske rejseskildring, at den nye verdensdel kaldes Amerika efter Amerigo, som han mener er dens opdager.
- Venezianeren Aldus Manutius indfører kursivskriften i bogtrykkunsten.
- 3. april - Martin Luther vies til præst.